# Portmore
Portmore è una città della Giamaica posta a sud-ovest della capitale Kingston.